# Paco Lucio
Francisco Lucio Ramos, més conegut com a Paco Lucio   (Melgar de Fernamental, 4 d'agost de 1946 - Madrid, 29 de gener de 2022), va ser un director de cinema i pintor espanyol.
El 1967 es va traslladar a Madrid per estudiar ciències polítiques i ciències de la informació, però abandonà els estudis per dedicar-se al cinema. Va debutar el 1973 com a segon assistent de director a El espíritu de la colmena i el 1974 fou supervisor de guió a La prima Angélica. Començà a treballar per al productor Elías Querejeta i treballà com a supervisor de script a pel·lícules de Víctor Erice, Carlos Saura o Manuel Gutiérrez Aragón com Furtivos (1975) Cría cuervos, El desencanto, Pascual Duarte (1976) i Mamá cumple cien años (1979), i com assistent de director a El sur (1983) i Akelarre (1984). El 1986 va debutar com a director amb Teo el pelirrojo, de la que també en va escriure el guió, i que fou seleccionada per participar al 36è Festival Internacional de Cinema de Berlín. Després de treballar com a ajudant de director a la sèrie de televisió Delirios de amor (1989) i a la pel·lícula Las cartas de Alou, va dirigir el seu segon llargmetratge, El aliento del diablo (1993), que fou premiada pel Cercle d'Escriptors Cinematogràfics però que no va tenir èxit comercial. Després de dedicar-se la publicitat, el 1999 va rodar els eu tercer i darrer llargmetratge, La sombra de Caín. Des d'aleshores es va dedicar a la pintura.